# Thomas Goletz
Thomas Goletz (* 13. Oktober 1966 in Karlstadt) ist ein deutscher Grafiker, Illustrator, Texter, Musiker und Erfinder der Diddl-Maus.

## Leben
Nach erfolgreichem Abitur am Johann-Schöner-Gymnasium in Karlstadt machte Goletz eine praktische Ausbildung als Grafiker, da er nach eigenen Angaben bereits während seiner Schulzeit gerne gemalt hatte. Er brachte sich das Cartoon-Zeichnen in jener Zeit autodidaktisch bei und wählte diese Sparte als Beruf. Am 24. August 1990 fertigte er die erste Zeichnung der Diddl-Maus. Mit 13 Postkarten-Entwürfen suchte er schließlich einen Verlag. Beim Depesche Vertrieb GmbH & Co. KG in Geesthacht kam dann eine Serie von 48 Postkarten Anfang 1991 auf den Markt. 1992 folgten Klappkarten, Weihnachtskarten und Kalender.
Aus seiner Feder stammen unter anderem zahlreiche weitere populäre Cartoonfiguren, wie z. B. Diddlina, Pimboli, Mimihopps, Ackaturbo,  Professor Diddldaddl Blubberpeng, The Frog-Brothers, Merksmir Lettermampf, Galupy, Bibombl, Milimits und Tiplitaps. Bekannt wurden die Charaktere in erster Linie durch die zahlreichen Merchandising- und Trendartikel, die in der Diddl-Werkstatt hergestellt und vertrieben werden.

## Privates
Goletz ist verheiratet und lebt in Hamburg.